# Oden (Bijbel)
Oden (Oudgrieks: ΄Ωδαὶ; vaak ook aangeduid met het Latijnse Odae) is een collectie van 14 liederen uit de Bijbel, vermoedelijk samengesteld voor liturgisch gebruik. In de Oosters-orthodoxe Kerk wordt het boek Oden gewoonlijk in Bijbeluitgaven opgenomen.
De oudst bekende tekst van de verzameling komt uit de Codex Alexandrinus (5e eeuw), waar het is opgenomen als een appendix na het boek Psalmen. De tekst is ook opgenomen in de Septuagintuitgave van Alfred Rahlfs.
Het boek Oden bestaat uit de volgende liederen (de titels zijn letterlijk vertaald uit Rahlfs Septuagintuitgave, tussen haakjes een verwijzing naar de andere vindplaats in de Bijbel).
1. Lied van Mozes in Exodus (Exodus 15:1-19)
2. Lied van Mozes in Deuteronomium (Deuteronomium 32:1-43)
3. Gebed van Hanna, de moeder van Samuel (1 Samuel 2:1-10)
4. Gebed van Habakuk (Habakuk 3:2-19)
5. Gebed van Jesaja (Jesaja 26:9-20)
6. Gebed van Jona (Jona 2:3-10)
7. Gebed van Azarja (toevoeging bij Daniël 1:1-27 of Daniël 3:26-45 (Rooms-katholiek))
8. Lied van de drie jongelingen (toevoeging bij Daniël 1:28-68 of Daniël 3:52-88 (Rooms-katholiek))
9. Gebed van Maria, theotokos (Lucas 1:46-55) en de Lofzang van Zacharias (Lucas 1:68-79)
10. Lied van Jesaja (Jesaja 5:1-9)
11. Gebed van Hizkia (Jesaja 38:10-20)
12. Gebed van Manasse (een deuterocanoniek boek)
13. Gebed van Simeon (Lucas 2:29-32)
14. Lied van de vroege morgen (samengesteld uit Lucas 2:14, Psalm 144:2 en Psalm 118:12)